# ستيف فولي (طبال)
ستيف فولي (بالإنجليزية: Steve Foley)‏ هو طبال أمريكي، ولد في 1959، وتوفي في 23 أغسطس 2008 في منيابولس في الولايات المتحدة.